# Poggio Moiano
Pour les articles homonymes, voir Poggio.
Poggio Moiano est une commune italienne d'environ 2 650 habitants située dans la province de Rieti, dans la région Latium, en Italie centrale.

## Administration
| Période                                  | Période | Identité | Étiquette | Qualité |
| ---------------------------------------- | ------- | -------- | --------- | ------- |
|                                          |         |          |           |         |
| Les données manquantes sont à compléter. |         |          |           |         |

### Communes limitrophes
Colle di Tora, Frasso Sabino, Monteleone Sabino, Poggio Nativo, Pozzaglia Sabina, Rocca Sinibalda, Scandriglia, Torricella in Sabina.